# 상족
상족(商族) 또는 상부족(商部族)은 상나라를 건국한 사람들의 집단으로, 한족의 조상 중 하나로 간주된다. 주요 활동 지역은 중국 황하 유역이며, 상왕 무정 이후 상족의 활동 영역은 허난 북부의 은허와 산둥에 있었다. 목야 전투 후 상족 중 일부는 주나라에 의해 제거되고 일부는 주나라의 제후(연나라)나 종주 등에 합병되었다. 주나라 초기에는 여전히 중원 일대에 상나라의 유민들이 거주하였는데, 대표적으로 주나라의 제후국인 송나라가 있다. 그 곁가지인 고죽국이 연나라에 멸망한 후, 일부 사람들은 송나라와 초나라로 이주했으며, 공자, 묵자 등은 그들의 후손이다.